# Villa Luz, Amatán
Villa Luz är en ort i Mexiko.   Den ligger i kommunen Amatán och delstaten Chiapas, i den sydöstra delen av landet, 700 km öster om huvudstaden Mexico City. Villa Luz ligger 628 meter över havet och antalet invånare är 116.
Terrängen runt Villa Luz är kuperad norrut, men söderut är den bergig. Runt Villa Luz är det ganska tätbefolkat, med 75 invånare per kvadratkilometer. Närmaste större samhälle är Teapa, 18,3 km norr om Villa Luz. Omgivningarna runt Villa Luz är en mosaik av jordbruksmark och naturlig växtlighet.